# Healey & Company
Healey & Company, vorher Healey, Williams & Company, war ein US-amerikanischer Hersteller von Kutschen, Karosserien und Automobilen.

## Vorgeschichte
Die Herren Williams und Dingel betrieben seit 1849 das Unternehmen Williams & Dingel zur Kutschenherstellung. Etwa 1860 ersetzte C. Loos Dingel, woraufhin sich die Firmierung in Loos & Williams änderte. 1881 trennten sich die Partner.

## Unternehmensgeschichte
William Mansfield Healey und Williams gründeten 1881 das Unternehmen Healey, Williams & Company. Der Sitz war in New York City. Es stellte ebenfalls Kutschen sowie Schlitten her. 1886 wurde daraus Healey & Company, als Healey die Anteile seines Partners aufkaufte.
Später kamen Karosserien für Automobile dazu. Sie basierten auf Fahrgestellen von Cadillac, Christie, Falcon, Locomobile, Packard, Simplex, Singer und Stevens-Duryea.
Zwischen 1905 und 1916 entstanden eigene Automobile, oftmals auf Kundenwunsch. Der Markenname lautete Healey. Unter den Käufern waren George S. Bowdoin und John D. Rockefeller. 1914 waren 20 Fahrzeuge der Marke in New York City registriert.
1923 kaufte Inglis M. Uppercu das Unternehmen. 1926 wurde es aufgelöst.

## Kraftfahrzeuge der Marke Healey
Das erste Fahrzeug von 1905 war ein Elektroauto. Ungewöhnlich war der Frontantrieb. Der Aufbau war ein Coupé. Käufer war W. H. Douglas aus Belleville in New Jersey.
Weitere Elektroautos folgten.
1910 kamen Fahrzeuge mit Ottomotoren dazu. Die Fahrgestelle wurden zugekauft.